# Saint-Étienne-de-Crossey
Saint-Étienne-de-Crossey é uma comuna francesa na região administrativa de Auvérnia-Ródano-Alpes, no departamento de Isère. Estende-se por uma área de 12,84 km². Em 2010 a comuna tinha 2 687 habitantes (densidade: 209,3 hab./km²).